# Arrow Air
Arrow Air (zuvor Arrow Airways, ab 2005 im Markenauftritt als Arrow Cargo firmierend) war eine US-amerikanische Fluggesellschaft mit Sitz in Miami, Florida. Am 1. Juli 2010 stellte sie den Betrieb aus wirtschaftlichen Gründen ein.

## Geschichte

### 1947 bis 1979
George Batchelor, der im Zweiten Weltkrieg als Militärpilot Douglas C-54 geflogen hatte, erwarb im Jahr 1947 auf Hawaii eine Douglas DC-3/C-47 von den US-Streitkräften, die er nach Kalifornien überführte und für 25.000 USD verkaufte. Batchelor investierte den Gewinn in die Gründung der California Arrow Airways, die zunächst in Lomita (Kalifornien) ansässig war. Die Luftfahrtbehörde Civil Aeronautics Board stufte das Unternehmen als Bedarfsfluggesellschaft („Supplemental Airlines“) ein, wodurch es nur Ad-hoc-Charterflüge durchführen durfte. In Ergänzung zum eigenen Flugbetrieb wurden zeitweise Douglas DC-3 an Southern Air Transport und an weitere Gesellschaften vermietet. Obwohl California Arrow Airways keine Genehmigung für Linienflüge besaß, bot sie ab dem 12. August 1949 einen planmäßigen Passagierverkehr von Burbank über Oakland nach Sacramento an. Auf dieser Route verunglückte am 7. Dezember 1949 eine DC-3, wobei alle neun Insassen ums Leben kamen. Unter den Opfern befanden sich auch Batchelors Ehefrau und sein zweijähriger Sohn.
Nach dem Unfall wurde der Unternehmensname in Arrow Airways geändert. Aufgrund der behördlichen Restriktionen, die für „Supplemental Airlines“ galten, stellte die Gesellschaft den eigenen Charterflugbetrieb zum Jahresende 1953 ein und konzentrierte sich danach ausschließlich auf das Verleasen von Flugzeugen. Im Jahr 1964 wurde der Geschäftssitz nach Florida verlegt. George Batchelor gründete kurz darauf die in Miami ansässige International Air Leases, welche die Leasinggeschäfte übernahm. Zeitgleich stellte Arrow Airways ihre Aktivitäten ein, blieb aber als Mantelgesellschaft bestehen.

### 1980er-Jahre

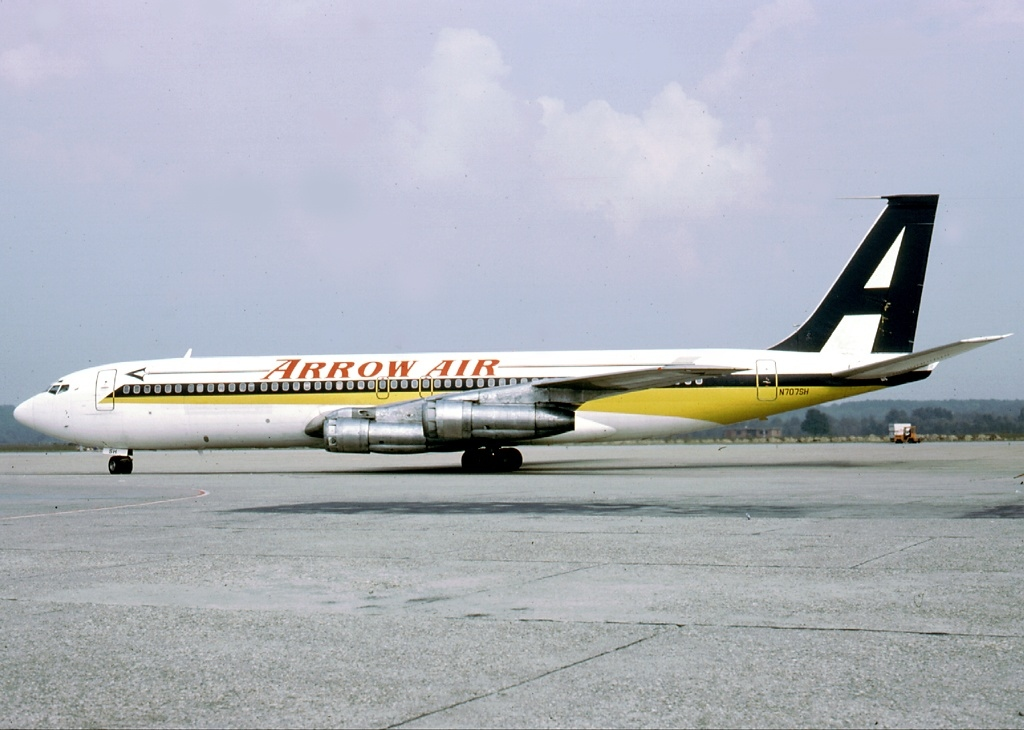
Die erneute Betriebsaufnahme erfolgte mit Boeing 707, die von Singapore Airlines stammten

Nachdem sich die Wettbewerbssituation im US-Luftverkehr durch den Airline Deregulation Act grundlegend geändert hatte, entschied sich George Batchelor Ende der 1970er-Jahre zur Wiederaufnahme des Flugbetriebs. Das Air Operator Certificate der Arrow Airways wurde im März 1980 reaktiviert. Zeitgleich erwarb Batchelor die Mehrheitsbeteiligung an Capitol International Airways, die in eine Linienfluggesellschaft umgewandelt wurde, während Arrow Airways hauptsächlich im Charterverkehr aktiv werden sollte. Die Betriebsaufnahme erfolgte im Mai 1981 mit einer Boeing 707-320C. Anfänglich führte die Gesellschaft unter ihrem neuen Namen Arrow Air nur Frachtcharterflüge durch. Noch im ersten Betriebsjahr richtete das Unternehmen mit weiteren Boeing 707 planmäßige Frachtverbindungen zwischen New York, Miami und San Juan (Puerto Rico) ein, die anschließend auf weitere Zielorte in der Karibik ausgedehnt wurden. Im Winter 1981/82 kamen die Maschinen erstmals im IT-Charterverkehr von Boston, Philadelphia und New York nach Mexiko, Peru sowie in die Kabribik zum Einsatz. Parallel dazu wurden Auftragsdienste für die US-Streitkräfte geflogen. Erste Passagier-Linienflüge erfolgten ab Juli 1982 zwischen San Francisco, Los Angeles und Montego Bay (Jamaika). Ende Oktober 1982 wurde eine weitere Linienverbindung von Honolulu über Guam nach Pago Pago eingerichtet. Arrow Air setzte zu dieser Zeit zehn Boeing 707 und sechs Douglas DC-8 ein. Daneben wurden zwei Boeing 727 im Wet-Lease für die Frachtfluggesellschaft Flying Tigers betrieben.

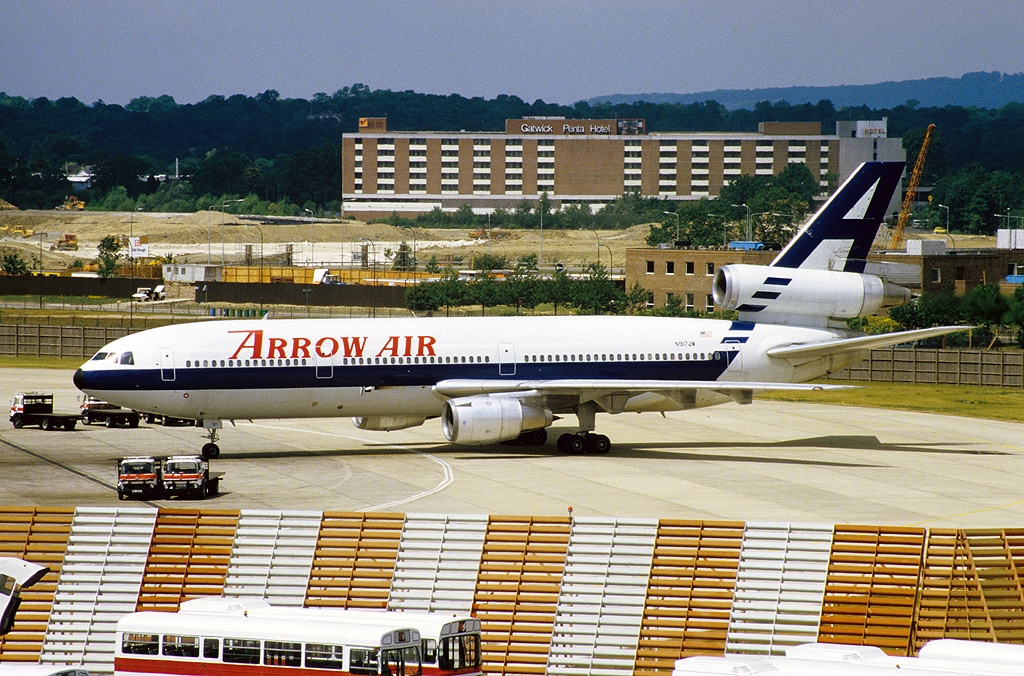
Eine McDonnell Douglas DC-10-10 der Arrow Air auf dem Flughafen London-Gatwick

Anfang 1983 ließ die Gesellschaft ihre Douglas DC-8-63 mit modernen CFM56-Triebwerken nachrüsten. Batchelor veräußerte im Frühjahr 1983 seine Beteiligungen an Capitol Air, woraufhin Arrow Air deren Großraumflugzeuge des Typs McDonnell Douglas DC-10 übernahm und diese auf nationalen Linienflügen sowie im Transatlantikverkehr von Denver und Tampa nach London-Gatwick einsetzte. Nach dem Absturz einer Douglas DC-8 im Dezember 1985 in Gander (Kanada) verhängte die US-Luftfahrtbehörde Federal Aviation Administration (FAA) ein Flugverbot für alle baugleichen Maschinen des Unternehmens. Weil Arrow Air sämtliche Boeing 707 bereits ausgemustert hatte, betraf dies fast die ganze Flotte. Infolgedessen konnte die Gesellschaft ihrer Charteraufträge nicht mehr erfüllen und musste im Februar 1986 Gläubigerschutz nach dem Chapter 11 des US-Insolvenzrechts beantragen. Das Unternehmen hielt für einige Wochen einen stark eingeschränkten Linienflugbetrieb mit zwei DC-10 aufrecht und stellte anschließend den eigenen Passagierverkehr völlig ein. Nach der Aufhebung des DC-8-Flugverbots konzentrierte sich das Unternehmen auf Frachttransporte. Daneben wurden Auftragsdienste im Wet-Lease für andere Gesellschaften geflogen, unter anderem für die polnische LOT, die ab dem 1. September 1987 eine Douglas DC-8 für ein Jahr im Passagierverkehr zwischen Warschau und New York einsetzte. Anfang 1989 betrieb Arrow Air je zwei Douglas DC-8 der Baureihen 62 und 63CF.

### 1990er-Jahre

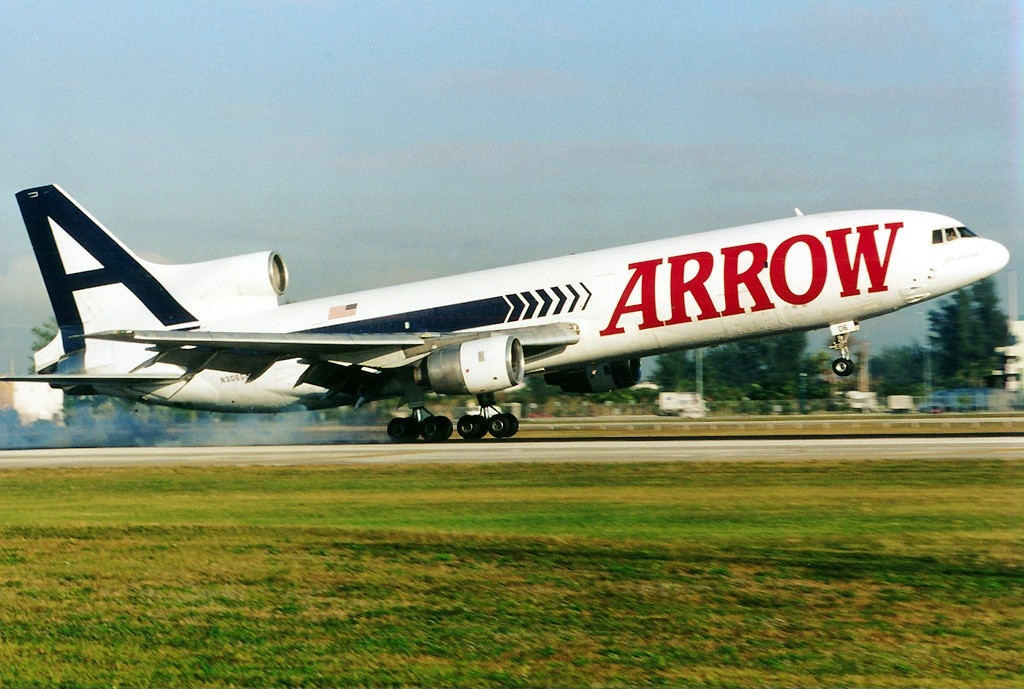
Arrow Air stellte die erste ihrer drei Lockheed L-1011-200F Anfang 1996 in Dienst

Im Frühjahr 1990 wurden die Zielorte New York, Miami, San Juan, Port-au-Prince, Caracas, Buenos Aires, Asunción und Santiago de Chile planmäßig im Frachtverkehr angeflogen. Zudem führte das Unternehmen weltweite Frachtcharterflüge durch, darunter auch Materialtransporte für die US-Streitkräfte während des Zweiten Golfkriegs. In Ergänzung zu den Frachtflügen nahm Arrow Air Anfang 1993 erneut IT-Charterverkehr innerhalb der USA sowie zu einigen karibischen Zielen auf. Hierzu mietete sie langfristig Boeing 727-200 von ihrem Schwesterunternehmen International Air Leases. Zeitgleich setzte die Gesellschaft eine Douglas DC-8-62 für Air Marshall Islands im Linienbetrieb zwischen Honolulu und den Marshallinseln ein.
Die Federal Aviation Administration verhängte am 28. April 1995 aufgrund von Wartungsfehlern und einer lückenhaften Dokumentation ein erneutes Flugverbot für alle achtzehn Maschinen des Unternehmens. Nach einer Strafzahlung in Höhe von 5,1 Millionen US-Dollar wurde das Flugverbot am 9. Juni 1995 aufgehoben. Arrow Air nahm ihren Betrieb im selben Monat mit sechs Douglas DC-8 wieder auf, führte aber im Anschluss keine Passagierflüge mehr durch. Das erste von drei Frachtflugzeugen des Typs Lockheed L-1011-200F wurde im Frühjahr 1996 in Dienst gestellt. Arrow Air trat ihre Route nach Buenos Aires im Sommer 1997 an Federal Express ab und erhöhte zeitgleich die Anzahl ihrer Flugfrequenzen nach Ecuador, Paraguay und Peru. Zudem wurde eine neue Frachtverbindung nach Iquitos eingerichtet. Im April 1999 kaufte die in Miami ansässige Fine Air Services Corporation das Unternehmen zum Preis von 115 Millionen US-Dollar auf. Angedacht war ein vollständiger Zusammenschluss mit der Frachtfluggesellschaft Fine Air, die ebenfalls in Besitz dieser Holding war. Die erforderliche Genehmigung zur Fusion wurde vom US-Verkehrsministerium zunächst nicht erteilt, so dass Arrow Air als Tochtergesellschaft der Fine Air Services bestehen blieb und ihren Flugbetrieb unter eigenem Markenauftritt fortsetzte.

### 2000er-Jahre

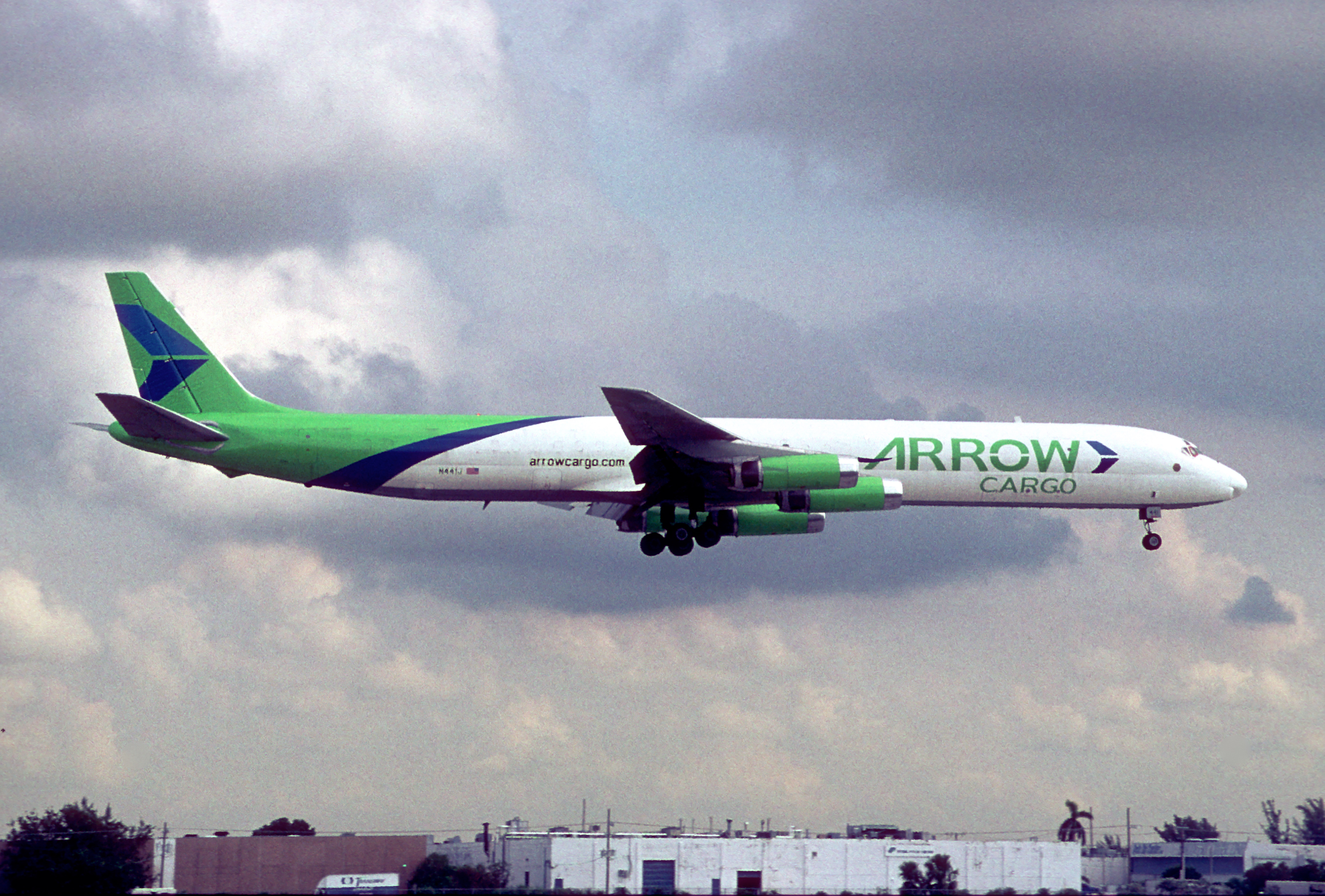
Eine Douglas DC-8-63F im 1995 eingeführten Markenauftritt Arrow Cargo

Im Frühjahr 2000 bestand die Flotte der Arrow Air aus sechs Douglas DC-62F, drei Douglas DC-63F und drei Lockheed L-1011-200F. Fine Air Services, die sich durch den Aufkauf der Gesellschaft hoch verschuldet hatte, musste infolge von Auftragsrückgängen und einen Anstieg der Kerosinpreise im September 2000 Gläubigerschutz beantragen. Zeitgleich stellten ihre Tochterunternehmen Fine Air und Arrow Air sämtliche Flüge ein. Nach einer Umstrukturierung der Unternehmensgruppe, in deren Verlauf Fine Air am 1. Januar 2001 in der Schwestergesellschaft Arrow Air aufging, konnte der Frachtflugverkehr im Frühjahr 2001 wieder aufgenommen werden. Die finanzielle Situation blieb aber weiterhin angespannt und führte bereits am 28. Januar 2004 zur Wiederbeantragung des Insolvenzschutzes nach dem Chapter 11.
Fine Air Services veräußerte die Gesellschaft im Februar 2004 an Anthony Romeo, dem Inhaber der Unternehmensgruppe Charter America. Dieser verkaufte das Unternehmen nur einen Monat später an eine Investorengruppe, die von Guillermo „Willy“ Cabeza, dem ehemaligen Vorstandsvorsitzenden der Arrow Air, geleitet wurde. Parallel dazu stellte die Gesellschaft ihre Flüge im Juni 2004 zunächst ein. Der Flugbetrieb wurde Anfang 2005 unter dem geänderten Markenauftritt Arrow Cargo wieder aufgenommen, wobei die Flugzeuge auch eine neue Bemalung erhielten. Zu dieser Zeit beschäftigte das Unternehmen 520 Mitarbeiter und setzte sieben Douglas DC-8 sowie vier McDonnell Douglas DC-10 ein. Im selben Jahr wurde die auf dem Flughafen Panama ansässige Tochtergesellschaft Arrow Panama gründet, über die auch Frachtflüge nach Kuba aufgenommen werden konnten. Das Tochterunternehmen mietete zeitweise eine Douglas DC-8 von Arrow Air und wurde im Jahr 2008 aufgelöst.
Das New Yorker Investmentunternehmen MatlinPatterson LP, das über die Global Aero Logistics auch Beteiligungen an World Airways, North American Airlines und Varig Log besaß, kaufte die Arrow Air Holding im Juni 2008 auf.
Die Fluggesellschaft erwirtschaftete in den Geschäftsjahren 2008 und 2009 Verluste in Höhe von 28 beziehungsweise 26 Millionen US-Dollar. Das Unternehmen versuchte die Betriebskosten zu senken, indem es die veralteten Douglas DC-8 durch gemietete Frachtmaschinen des Typs Boeing 757-200F ersetzte. Anfang 2010 belief sich die Gesamtschulden der Arrow Air auf 500 Millionen US-Dollar. Aufgrund der finanziellen Situation stellte die Gesellschaft ihren Betrieb am 1. Juli 2010 endgültig ein.

## Flotte

### Flotte bei Betriebseinstellung
Zum Zeitpunkt der Betriebseinstellung bestand die Flotte der Arrow Air aus fünf Boeing 757-200F, einer McDonnell Douglas DC-10F, vier McDonnell Douglas DC-10-30F (?) und einer durch World Airways betriebenen McDonnell Douglas MD-11F.

### Zuvor eingesetzte Flugzeuge
Im Lauf ihrer Geschichte betrieb die Gesellschaft auch folgende Flugzeugtypen:
- Boeing 707-320C
- Boeing 727-100QC, 727-200, 727-200F und 727-200QC
- Douglas C-47 und DC-3 (betrieben von California Arrow Airways)
- Douglas DC-8-54F, DC-8-61F, DC-8-62, DC-8-62CF, DC-8-63CF, DC-8-63PF, DC-8-63F und DC-8-73F
- Lockheed L-1011-200F
- McDonnell Douglas DC-10-10, DC-10-30CF, DC-10-40F

## Zwischenfälle
- Am 7. Dezember 1949 verunglückte eine Douglas DC-3 der California Arrow Airways auf einem nicht autorisierten Passagierflug von Oakland nach Sacramento. Die Maschine schlug rund zehn Kilometer (sechs Meilen) östlich der Stadt Vallejo auf. Alle neun Insassen kamen ums Leben.[4]

- Am 12. Dezember 1985 kam es zum schwersten Luftfahrtunglück auf kanadischem Boden: Eine gecharterte Douglas DC-8-63PF der Arrow Air mit US-Soldaten der Sinai-Friedenstruppe war auf dem Flug aus Ägypten in die USA in Gander (Kanada) zwischengelandet. Beim dortigen Start kam es zu einem Strömungsabriss, vermutlich verursacht durch Vereisung. Die Maschine stürzte in ein Waldstück. Alle 256 Menschen an Bord kamen ums Leben (siehe auch Multinational-Force-and-Observers-Flug 1285R).

- Am 13. Dezember 2002 verunglückte eine Douglas DC-8-62F bei der Landung auf dem Flughafen Singapur. Der Kopilot, der den Anflug durchführte, konnte keinen Sichtkontakt zur Landebahn herstellen. In niedriger Flughöhe bemerkte er einen Ruderausschlag des Kapitäns. Der Kopilot ging davon aus, dass der Kapitän das Flugzeug übernehmen und landen würde. Erst nachdem die Maschine lange über der Bahn schwebte, wurde ihnen bewusst, dass keiner das Flugzeug steuerte. Die DC-8 setzte rund 1500 m vor dem Ende der Landebahn auf, überrollte das Bahnende um 300 Meter und wurde irreparabel beschädigt.[43]

- Am 4. Juni 2006 überrollte eine McDonnell Douglas DC-10-10F bei der Landung in Managua (Nicaragua) das Bahnende. Aufgrund der Schäden am Rumpf, an den Triebwerken, Tragflächen und Tanks wurde die Maschine als Totalverlust abgeschrieben.[44]